# Associazione Calcio Torino 1950-1951
Questa voce raccoglie le informazioni riguardanti l'Associazione Calcio Torino nelle competizioni ufficiali della stagione 1950-1951.

## Rosa
| N. |                   | Ruolo | Calciatore           |
| -- | ----------------- | ----- | -------------------- |
|    | Italia (bandiera) | P     | Emilio Buttarelli    |
|    | Italia (bandiera) | P     | Gastone Lenzi        |
|    | Italia (bandiera) | P     | Dante Piani          |
|    | Italia (bandiera) | D     | Pietro Bersia        |
|    | Italia (bandiera) | D     | Raffaele Cuscela     |
|    | Italia (bandiera) | D     | Lino Grava           |
|    | Italia (bandiera) | D     | Giovanni Molino      |
|    | Italia (bandiera) | D     | Cesare Nay           |
|    | Italia (bandiera) | C     | Teobaldo Depetrini   |
|    | Italia (bandiera) | C     | Antonio Gianmarinaro |
|    | Italia (bandiera) | C     | Ernesto Giraudo      |
|    | Italia (bandiera) | C     | Luigi Giuliano       |

| N. |                      | Ruolo | Calciatore                      |
| -- | -------------------- | ----- | ------------------------------- |
|    | Italia (bandiera)    | C     | Bruno Gremese                   |
|    | Italia (bandiera)    | C     | Leo Picchi                      |
|    | Svezia (bandiera)    | C     | Kjell Rosén                     |
|    | Argentina (bandiera) | C     | Benjamín Santos                 |
|    | Italia (bandiera)    | C     | Mario Tosolini                  |
|    | Italia (bandiera)    | A     | Riccardo Carapellese (capitano) |
|    | Italia (bandiera)    | A     | Attilio Frizzi                  |
|    | Italia (bandiera)    | A     | Giuseppe Marchetto              |
|    | Italia (bandiera)    | A     | Enrico Motta                    |
|    | Italia (bandiera)    | A     | Elio Onorato                    |
|    | Danimarca (bandiera) | A     | Johannes Pløger                 |

## Calciomercato
| Acquisti | Acquisti          | Acquisti    | Acquisti   |
| R.       | Nome              | da          | Modalità   |
| -------- | ----------------- | ----------- | ---------- |
| P        | Emilio Buttarelli | Mortara     | definitivo |
| P        | Gastone Lenzi     | Spezia      | definitivo |
| P        | Dante Piani       | Genoa       | definitivo |
| D        | Giovanni Molino   | Casale      | definitivo |
| C        | Kjell Rosén       | Malmö FF    | definitivo |
| C        | Mario Tosolini    | Empoli      | definitivo |
| A        | Enrico Motta      | Pro Lissone | definitivo |
| A        | Elio Onorato      | Lucchese    | definitivo |
| A        | Johannes Pløger   | Novara      | definitivo |

| Cessioni | Cessioni          | Cessioni | Cessioni                 |
| R.       | Nome              | a        | Modalità                 |
| -------- | ----------------- | -------- | ------------------------ |
| P        | Renato Gandolfi   | Legnano  | definitivo               |
| P        | Giuseppe Moro     | Lucchese | definitivo (8.000.000 £) |
| D        | Sauro Tomà        | Brescia  | definitivo               |
| D        | Ludovico Tubaro   | Lucchese | definitivo               |
| D        | Vito Sante Miolli | Cagliari | definitivo               |
| A        | Alfio Balbiano    | Fanfulla | prestito                 |
| A        | Pär Bengtsson     | Nizza    | definitivo               |
| A        | Domenico Gambino  | Casale   | definitivo               |
| A        | Åke Hjalmarsson   | Nizza    | definitivo               |

## Risultati

### Serie A

#### Girone di andata
| Arbitro: | Righi (Milano) |

|                            |           |               |
| Santos 49’ Carapellese 50’ | Marcatori | 72’ Prunecchi |

| Arbitro: | Camiolo (Milano) |

|                                  |           |                           |
| Janda 8’ Beltrandi 57’ Penzo 66’ | Marcatori | 5’ Frizzi 20’, 77’ Santos |

| Arbitro: | Marchetti (Milano) |

|                                    |           |             |
| Santos 57’, 73’ (rig.) Giraudo 77’ | Marcatori | 10’ Lorenzo |

| Arbitro: | Longagnani (Modena) |

|  |           |             |
|  | Marcatori | 69’ Höfling |

| Arbitro: | Bernardi (Bologna) |

|                       |           |  |
| Begni 10’ Boscolo 28’ | Marcatori |  |

| Arbitro: | Tassini (Verona) |

|                              |           |                        |
| Frizzi 67’ Santos 70’ (rig.) | Marcatori | 21’ Turconi 78’ Meroni |

| Arbitro: | Gemini (Roma) |

|                |           |           |
| Checchetti 26’ | Marcatori | 12’ Motta |

| Arbitro: | Marchetti (Milano) |

|                            |           |           |
| Carapellese 33’ Frizzi 47’ | Marcatori | 6’ Bronée |

| Arbitro: | Dattilo (Roma) |

|                                  |           |                      |
| Piola 52’ Renica 62’ Pesaola 69’ | Marcatori | 9’ Santos 87’ Frizzi |

| Arbitro: | Pieri (Trieste) |

|                 |           |                                            |
| Carapellese 89’ | Marcatori | 8’ Boniperti 72’, 87’ Hansen 82’ Boniforti |

| Arbitro: | Camiolo (Milano) |

|                             |           |                    |
| Santos 8’ (rig.) Frizzi 55’ | Marcatori | 79’ (rig.) Nilsson |

| Arbitro: | Marchetti (Milano) |

|                |           |  |
| Mazza 14’, 54’ | Marcatori |  |

| Arbitro: | Massai (Pisa) |

|                                   |           |                                                      |
| Santos 46’ (rig.) Frizzi 71’, 81’ | Marcatori | 34’ Perissinotto 55’ (rig.) Forlani 84’ (aut.) Grava |

| Arbitro: | Agnolin (Bassano del Grappa) |

|                                        |           |  |
| Liedholm 34’, 42’ Annovazzi 78’ (rig.) | Marcatori |  |

| Torino 17 dicembre 1950, ore 14:30 UTC+1 15ª giornata | Torino           | 0 – 0 | Napoli | Stadio Filadelfia\| Arbitro: \| Cartei (Firenze) \| |
| Arbitro:                                              | Cartei (Firenze) |       |        |                                                     |

| Arbitro: | Tassini (Verona) |

|            |           |  |
| Merlin 27’ | Marcatori |  |

| Arbitro: | Gemini (Roma) |

|            |           |              |
| Frizzi 38’ | Marcatori | 58’ Ballacci |

| Arbitro: | Bernardi (Bologna) |

|                                   |           |                 |
| Nyers 17’ (rig.) Lorenzi 33’, 70’ | Marcatori | 19’ Carapellese |

| Arbitro: | Agnolin (Bassano del Grappa) |

|                 |           |  |
| Carapellese 83’ | Marcatori |  |

#### Girone di ritorno
| Arbitro: | Valsecchi (Milano) |

|                      |           |                             |
| Curti 15’ Quadri 85’ | Marcatori | 35’ Gianmarinaro 42’ Pløger |

| Arbitro: | Camiolo (Milano) |

|             |           |                |
| Onorato 49’ | Marcatori | 61’ Pandolfini |

| Arbitro: | Bernardi (Bologna) |

|                        |           |            |
| Sabbatella 41’ Gei 63’ | Marcatori | 70’ Picchi |

| Arbitro: | Agnolin (Bassano del Grappa) |

|                                               |           |  |
| Puccinelli 16’ Sentimenti III 44’ Flamini 56’ | Marcatori |  |

| Arbitro: | Matucci (Seregno) |

|            |           |  |
| Frizzi 75’ | Marcatori |  |

| Arbitro: | Massai (Pisa) |

|                                        |           |                             |
| Rabitti 9’ Ghiandi 40’, 58’ Meroni 88’ | Marcatori | 29’ Rosen 68’ (rig.) Frizzi |

| Arbitro: | Longagnani (Modena) |

|                 |           |               |
| Carapellese 66’ | Marcatori | 86’ S. Hansen |

| Arbitro: | Cicardi (Lecco) |

|            |           |            |
| Bronée 85’ | Marcatori | 81’ Santos |

| Arbitro: | Valsecchi (Milano) |

|                          |           |             |
| Rosen 1’ Carapellese 90’ | Marcatori | 36’ Pesaola |

| Arbitro: | Bernardi (Bologna) |

|                                                          |           |            |
| Hansen 6’, 85’ (rig.) Boniperti 27’, 83’ Bertuccelli 89’ | Marcatori | 64’ Santos |

| Arbitro: | Marchetti (Milano) |

|                |           |  |
| Invernizzi 59’ | Marcatori |  |

| Arbitro: | Galeati (Bologna) |

|                       |           |  |
| Santos 70’ Picchi 78’ | Marcatori |  |

| Arbitro: | Bernardi (Bologna) |

|                                         |           |            |
| Darin 24’ Perissinotto 63’ Sørensen 79’ | Marcatori | 53’ Picchi |

| Arbitro: | Galeati (Bologna) |

|  |           |                                                |
|  | Marcatori | 12’, 21’ Nordahl III 53’ Renosto 86’ Annovazzi |

| Arbitro: | Marchetti (Milano) |

|            |           |                      |
| Krieziu 9’ | Marcatori | 37’ (aut.) Remondini |

| Arbitro: | Valsecchi (Milano) |

|                        |           |                 |
| García 20’ Tacconi 25’ | Marcatori | 68’ Carapellese |

| Torino 27 maggio 1951, ore 16:00 UTC+1 36ª giornata | Torino            | 0 – 0 | Roma | Stadio Filadelfia\| Arbitro: \| Galeati (Bologna) \| |
| Arbitro:                                            | Galeati (Bologna) |       |      |                                                      |

| Arbitro: | Longagnani (Modena) |

|                      |           |           |
| Motta 19’ Pløger 46’ | Marcatori | 87’ Pozzi |

| Arbitro: | Occhinegro (Taranto) |

|                               |           |                             |
| Toros 11’, 36’, 23’ Orzan 21’ | Marcatori | 16’, 22’ Santos 81’ Gremese |

## Statistiche

### Statistiche di squadra
| Competizione | Punti | In casa | In casa | In casa | In casa | In casa | In casa | In trasferta | In trasferta | In trasferta | In trasferta | In trasferta | In trasferta | Totale | Totale | Totale | Totale | Totale | Totale | DR  |
| Competizione | Punti | G       | V       | N       | P       | Gf      | Gs      | G            | V            | N            | P            | Gf           | Gs           | G      | V      | N      | P      | Gf     | Gs     | DR  |
| ------------ | ----- | ------- | ------- | ------- | ------- | ------- | ------- | ------------ | ------------ | ------------ | ------------ | ------------ | ------------ | ------ | ------ | ------ | ------ | ------ | ------ | --- |
| Serie A      | 30    | 19      | 9       | 7       | 3       | 25      | 24      | 19           | 0            | 5            | 14           | 21           | 45           | 38     | 9      | 12     | 17     | 46     | 69     | -23 |

### Statistiche dei giocatori
| Giocatore       | Serie A  | Serie A |
| Giocatore       | Presenze | Reti    |
| --------------- | -------- | ------- |
| P. Bersia       | 9        | 0       |
| E. Buttarelli   | 24       | -46     |
| R. Carapellese  | 32       | 8       |
| R. Cuscela      | 23       | 0       |
| T. Depetrini    | 9        | 0       |
| A. Frizzi       | 33       | 10      |
| A. Gianmarinaro | 11       | 1       |
| E. Giraudo      | 14       | 1       |
| L. Giuliano     | 8        | 0       |
| L. Grava        | 36       | 0       |
| B. Gremese      | 31       | 1       |
| G. Lenzi        | 7        | -12     |
| G. Marchetto    | 3        | 0       |
| G. Molino       | 1        | 0       |
| E. Motta        | 14       | 2       |
| C. Nay          | 37       | 0       |
| E. Onorato      | 4        | 1       |
| D. Piani        | 7        | -11     |
| L. Picchi       | 21       | 3       |
| J. Pløger       | 25       | 2       |
| K. Rosen        | 35       | 2       |
| B. Santos       | 27       | 14      |
| M. Tosolini     | 7        | 0       |